# هاکوب واهرام چرچییان

هاکوب واهرام چرچییان (ارمنی: Հակոբ Վահրամ Չերչիյան انگلیسی: Hagop Vahram Çerçiyan) یک استاد دانشگاه ارمنی‌تبار در رشته‌های ریاضیات، جغرافی و خوشنویسی که اهل ترکیه بود و در کالج رابرت استانبول تدریس می‌کرد. وی به خاطر طراحی امضای مصطفی کمال آتاترک نخستین رئیس‌جمهور ترکیه شناخته می‌شود.